# Surkhang Lhawang Topgyal
Rimshi Surkhang Lhawang Topgyal ou Tobgye (né en 1915 à Lhassa et mort le 16 août 1970 à Seattle) est un homme politique, un militaire et un diplomate tibétain. 

## Biographie
Surkhang II, de son nom personnel Lhawang Tobgye, est né en 1915. Il est le fils de Surkhang Wangchen Tseten, ministre des Affaires étrangères du Tibet. Il avait pour frère Surkhang Wangchen Gelek et pour sœur Dorje Yudon Yuthok. 
Il fut l'un des élèves de l'école anglaise de Gyantsé dirigée par Frank Ludlow. 
Il entra  au service du Gouvernement en 1931, devint assistant à l'usine hydro-électrique de Drapchi (Drapchi Lekhung) près de Lhassa en 1934. 
En 1936, il fut envoyé à Calcutta pour acheter de la machinerie pour l'usine. 
Il devint depön en avril 1942. Il parlait un peu l'anglais. Il fut posté à Nagchu-kha et partit avec son régiment (le régiment de Drapchi) pour Nagchu-kha au mois de mai, 1943. 
Il fut nommé représentant tibétain à Kalimpong en novembre 1949. 
Il abandonna le poste d'agent commercial tibétain à Gyantsé et se rendit à Pékin en Chine, comme dirigeant de la Délégation de Ligue de jeunesse en mars 1953.
En 1947, Surkhang participa en tant qu'interprète à la délégation commerciale qui se rendit en Inde, au Royaume-Uni, aux États-Unis et en Chine, sur décision du gouvernement tibétain le 25 octobre de cette année, et dont le chef était Tsepon W. D. Shakabpa. L'objectif économique de la mission était l'introduction de machines pour l'agriculture, l'élevage au Tibet, et la transformation de la laine, ainsi que d'obtenir le relâchement du contrôle indien sur les exportations du Tibet et l'achat d'or pour la monnaie tibétaine. Du point de vue politique, la mission visait à souligner l'indépendance du Tibet à l'étranger, car l'information sur le Tibet dans le monde à cette époque aurait eu principalement des sources chinoises.
Lors de la fuite en Inde du 14e dalaï-lama, il lut la déclaration de ce dernier en tibétain à Tezpur.
En 1964, Surkhang Lhawang Topgyal, accompagné de son frère Surkhang Wangchen Gelek, s'installa à Seattle, où il mourut d'un cancer.